# Rastus

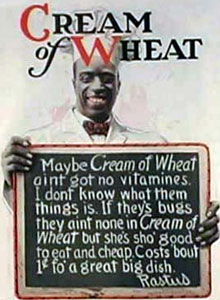
Publicité de Cream of Wheat.

Rastus (prononcé en anglais : /ˈrastəs/) est un terme péjoratif, désobligeant et offensant de l'argot américain associé aux Afro-Américains aux États-Unis. Il est considéré comme injurieux.

## Nom propre

### Prénom
Le nom propre Rastus est un prénom masculin anglais américain, diminutif du prénom masculin Erastus, (Éraste, en français) par aphérèse du [e] initial.
Le prénom Rastus n'a jamais été populaire au sein de la communauté noire.
Aux États-Unis, le prénom Rastus n'est attesté qu'en 1810. Les deux premiers recensements décennaux, celui de 1790 et celui de 1800, rapportent respectivement 36 et 117 résidents américains prénommés Erastus mais aucun prénommé Rastus,. Les quatre premiers résidents américains prénommés Rastus à être recensés le sont en 1810. Deux résident dans le Connecticut — Rastus Bingham à Norwich et Rastus Shelly à North Stonington — et les deux autres dans le Vermont — Rastus Hathaway à Swanton et Rastus Spruce à Richford. Le nombre des résidents américains prénommés Rastus reste faible jusqu'en 1850 : trois sont rencensés en 1820 puis deux en 1830 et en 1840. Le recensement de 1870 rapporte seulement trente-six personnes prénommés Rastus aux États-Unis dont seulement trois noirs et deux mulâtres.
Le prénom a été utilisé comme pseudonyme. Ainsi, Broadway Rastus [« Rastus de Broadway »] est un des pseudonymes du pianiste et chef d'orchestre de jazz américain Frank Melrose (1907-1941) ; Rastus Muray, un de ceux du comédien John Murray ; et King Rastus Brown, celui d'un danseur.

### Personnages de fiction
Rastus est un personnage de fiction, archétype de l'homme noir jovial.

#### En musique
En musique, Rastus est le personnage de Rastus on Parade. A Song of Color composé par Kerry Mills avec des paroles de George F. Marion.

#### Au cinéma
Au cinéma, le personnage apparaît pour la première fois, dans le film muet How Rastus Got His Pork Chop [« Comment Rastus a eu sa côtelette de porc »], un court métrage en noir et blanc de Siegmund Lubin sorti le 21 septembre 1908. Il est le personnage principal d'une série de courts métrages qui comprend :
- Rastus in Zululand [« Rastus au pays des Zoulous »] d'Arthur Hotaling en 1910[19] ;
- Rastus and Chicken [« Rastus et poulet »] en 1911[20] ;
- Rastus Among the Zulus d'Arthur Hotaling en 1913[21] ;
- How Rastus Get his Turkey [« Comment Rastus a eu sa dinde »] de Theodore Wharton en 1910 (Rastus cherche son déjeuner [22],[23]) ;
- Rastus a perdu son éléphant d'Alfred Machin[24],[25] ;
- Rastus and the Game Cock de Mack Sennett en 1913[26] ;
- Rastus' Riotous Ride de Pat Hartigan en 1914[27] (Le Voyage de Rastus[28]) ;
- Rastus Knew It Wasn't d'Arthur Hotaling en 1914[29] ;
- The Rakoon Hose Company de Will Louis en 1915[30] ;
- The Tale of a Chicken d'Arthur Hotaling en 1914[31] ;
- Rastus Runs Amuck de Harry Palmer (en) en 1917[32].

Rastus y est interprété par des acteurs blancs grimés tels que Billy Quirk (How Rastus Get his Turkey), Ford Sterling (Rastus and the Game Cock) et Carl Harbaugh (Rastus' Riotous Ride).
Dans le cinéma d'animation, le personnage de Rastus apparaît pour la première fois dans Rastus' Rabid Rabbit Hunt de John Randolph Bray sorti le 26 décembre 1914 (Bamboula est un fameux chasseur) puis dans A Barnyard Mix-Up de Vincent Whitman sorti le 20 juillet 1915. Rastus est absent de Mélodie du Sud (Song of the South), le onzième long métrage d'animation des studios Disney, adaptation des Contes de l'Oncle Rémus (Tales of Uncle Remus) de Joel Chandler Harris.

#### Dans la bande dessinée
Sambo Remo Rastus Brown est le personnage principal d'une bande dessinée de Clare Briggs parue dans le Chicago Daily Tribune les 1er, 2 et 3 juillet 1910.
Dans « Rastus au pays des merveilles », une des Belles Histoires de l'oncle Paul de Joly et Herbert parue en juin 1960 dans le journal Spirou, Rastus est un jeune guerrier Ovambo du Kalahari qui, mu par la curiosité, part, en juin 1959, à la découverte du monde au-delà de l'horizon. Il découvre la civilisation occidentale : le port de Walvis Bay puis, à la suite de son embarquement comme passager clandestin sur un cargo, les États-Unis. Il devient, pour les siens, « le plus grand découvreur de tous les temps, un Christophe Colomb africain, bientôt acculturé ».

#### Dans la publicité
Rastus est aussi le nom du chef cuisinier Afro-Américain qui apparaît pour la première fois sur les emballages des céréales de Cream of Wheat (en) en 1893 et qui reste l'emblème de la marque jusqu'aux années 1920, avant d'être remplacé par une photographie de Frank L. White (en),.

## Nom commun
Dans l'argot américain, Rastus est un nom commun utilisé, à partir de la fin XIXe siècle, comme terme générique pour désigner les hommes noirs. Il aurait été popularisé par Joel Chandler Harris qui inclut un diacre noir nommé Br'er Rastus [pour brother Rastus, « frère Rastus »] dans Oncle Rémus, ou le Roman de frère Lapin, son premier recueil des Contes d'Oncle Rémus.

### Source
- (en) Cet article est partiellement ou en totalité issu de l’article de Wikipédia en anglais intitulé « Rastus » (voir la liste des auteurs).